# Aigle criard
Clanga clanga
Espèce
Répartition géographique
- habitat permanent
- zone d'hivernage
- nidification

Statut de conservation UICN

 VU C2a(ii) : Vulnérable
Statut CITES
L'Aigle criard (Clanga clanga, anciennement Aquila clanga) est une espèce de rapaces diurnes appartenant à la famille des Accipitridae (sous-famille des Aquilinae).

## Description

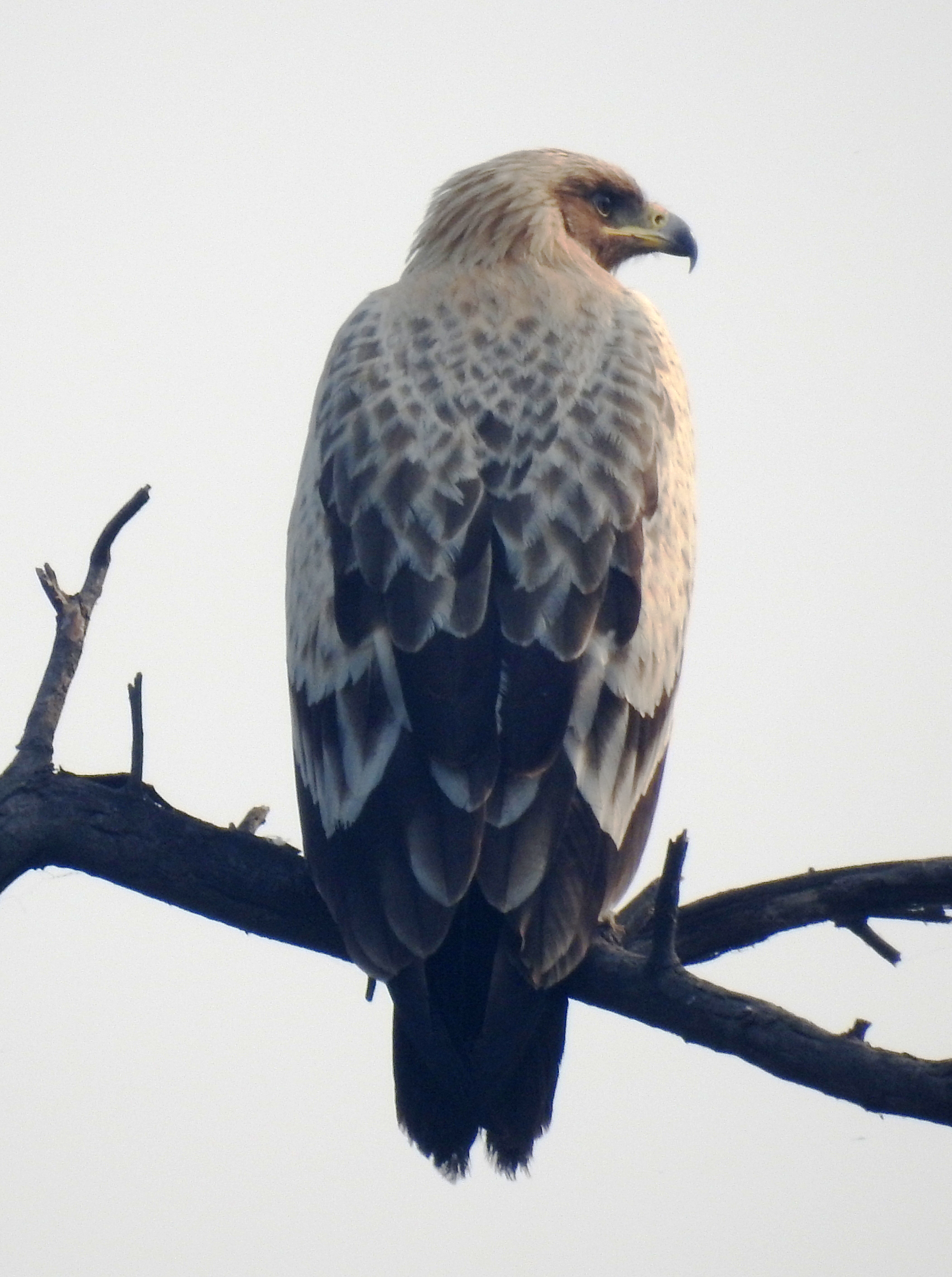
Ce juvénile d'Aigle criard hivernant en Inde arbore un plumage très contrasté avec une des composantes qui est dite de couleur fulvescens (jaune tirant sur le fauve ou plus souvent beige clair) aux mouchetures très distinctives à motif lancéolé caractéristique, comme c'est aussi un peu le cas du juvénile de son cousin proche l'Aigle lancéolé (justement nommé).

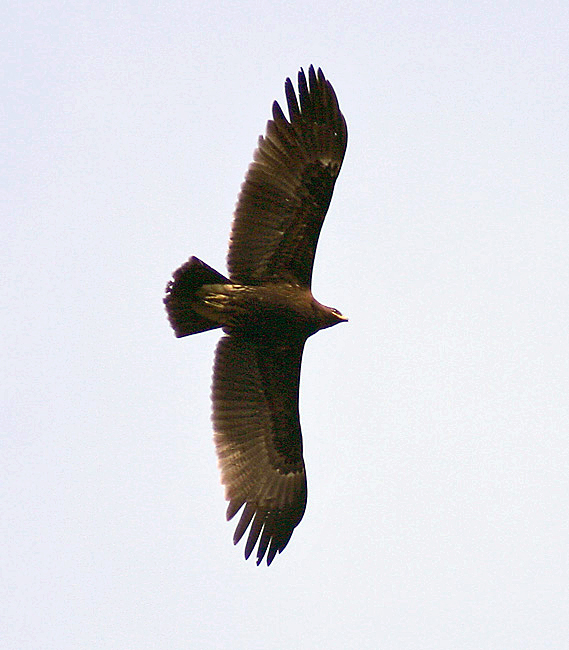
Aigle criard en vol.

Cet oiseau mesure 65 à 72 cm pour une envergure de 152 à 182 cm et une masse de 1 600 à 1 820 g[réf. nécessaire].

### Espèces similaires
Ce rapace au bec crochu et aux griffes puissantes et acérées peut être confondu avec son cousin l'Aigle pomarin. Les points de ressemblances entre ces deux espèces sont si nombreux qu'ils rendent bien souvent leur identification difficile. En effet, tout comme l'Aigle pomarin, il est entièrement brun noir avec des reflets cuivrés. Autre élément de ressemblance, les sous-caudales des deux aigles peuvent être mêlées de blanc et leurs rémiges primaires sont noires à racine blanchâtre. Le bec est noir, la cire et les pattes jaunes, l'iris brun. Les facteurs de discrimination et de divergence sont finalement une question de spécialistes et d'acuité visuelle : élément principal, l'Aigle pomarin est légèrement plus clair et plus petit. 
Si l'on rentre dans les détails, le critère le plus typique est visible en vol, avec un contraste différent visible dans le dessous des ailes : chez l'Aigle criard, les couvertures  sous-alaires (ou tectrices) sont plus sombres que les rémiges primaires. Chez l'Aigle pomarin, les couvertures sous-alaires sont plus claires que les primaires. 
Dans le plumage de l'aigle criard il existe une sorte de couleur jaune-fauve ou plus souvent beige clair dite fulvescens. Cette espèce nidifie et se reproduit depuis la Pologne à l'Est jusqu’à l'ouest de l'Asie centrale.

## Comportement

### Alimentation
Son régime alimentaire se compose principalement de petits mammifères comme les campagnols, les rats, les sousliks, les hamsters et les taupes. Il mange plus d'oiseaux que l'Aigle pomarin. Il se nourrit aussi de poissons, de batraciens, de reptiles et de gros insectes. En hiver, il ne dédaigne pas les cadavres d'animaux.
L'Aigle criard utilise plusieurs techniques de chasse. Le plus souvent, il fond sur ses proies à partir d'un poste d'affût situé en bordure d'une rivière, d'un lac ou dans une zone ouverte. Cependant, il peut également capturer ses proies à la suite de vols planés exploratoires. Enfin, il peut chasser à pied des jeunes oiseaux d'eau encore inaptes au vol.

### Reproduction

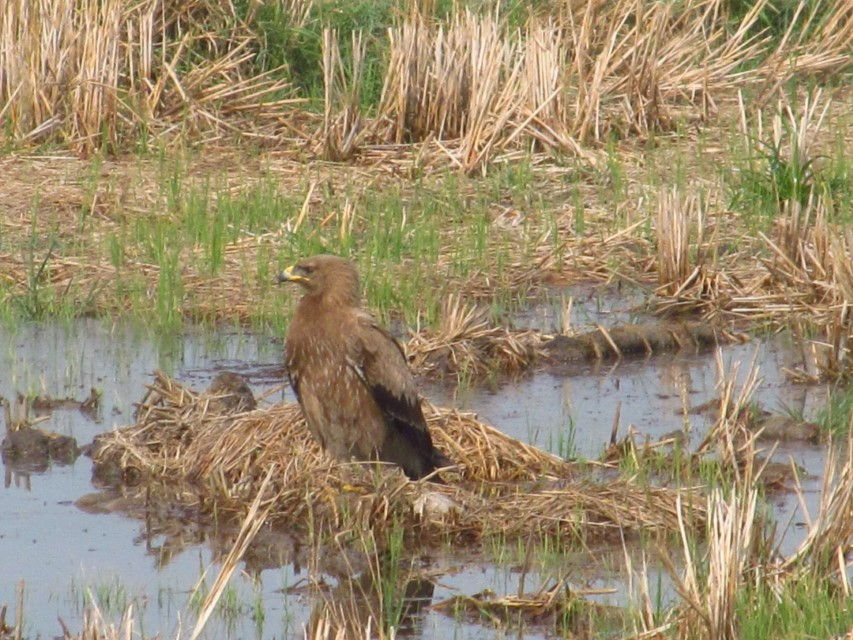
Phase pâle hivernant en Asie du Sud.

Il niche dans les forêts à proximité d'un point d'eau. Il utilise un ancien nid de rapace ou bien il le construit lui-même à une hauteur comprise entre 8 et 12 mètres. En mai ou en juin, la femelle pond deux œufs de couleur blanc-gris dont l'incubation dure jusqu'à 41 jours. La femelle commence à couver à partir du premier œuf alors que le mâle prend en charge le ravitaillement. Les aiglons gardent le nid entre 60 et 65 jours.

### Migration

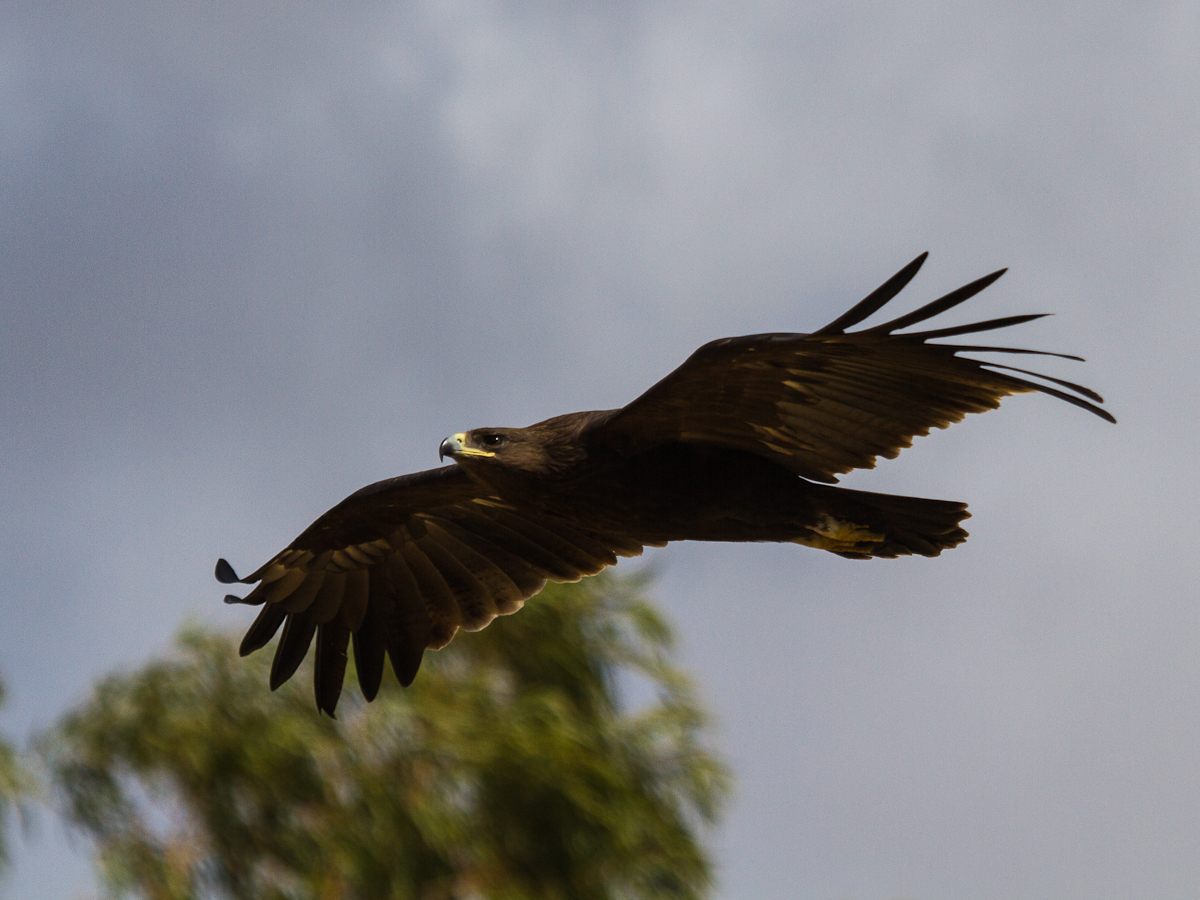
Aigle criard en vol, hivernant en Israël.

Les aigles criards sont migrateurs : ils quittent les zones de reproduction de septembre à la fin d'octobre en direction du nord de l’Égypte, de la Turquie, de l'Irak, de l'Inde et du sud de la Chine. Une fraction des oiseaux est sédentaire dans le sud de l'Europe et autour du bassin méditerranéen. Les aigles criards regagnent leur quartier d'été à la mi-avril.

## Habitat
L'Aigle criard fréquente les boisements clairsemés, les forêts riveraines, les lacs, les marais et les salines. Ce choix est directement lié aux impératifs de nidification et aussi pour une large part aux nécessités de son alimentation.

## Répartition
Son aire de peuplement couvre l'Asie, la Chine, la Sibérie, la Perse, la Russie, la Finlande, la Pologne, la Hongrie. Il se rencontre aussi en Grèce et dans les Balkans, en Italie et parfois en Camargue.
Il passe de plus en plus l'hiver dans le nord d'Israël dans la Vallée du Houlé autour du lac Agamon.

## Menaces et conservation

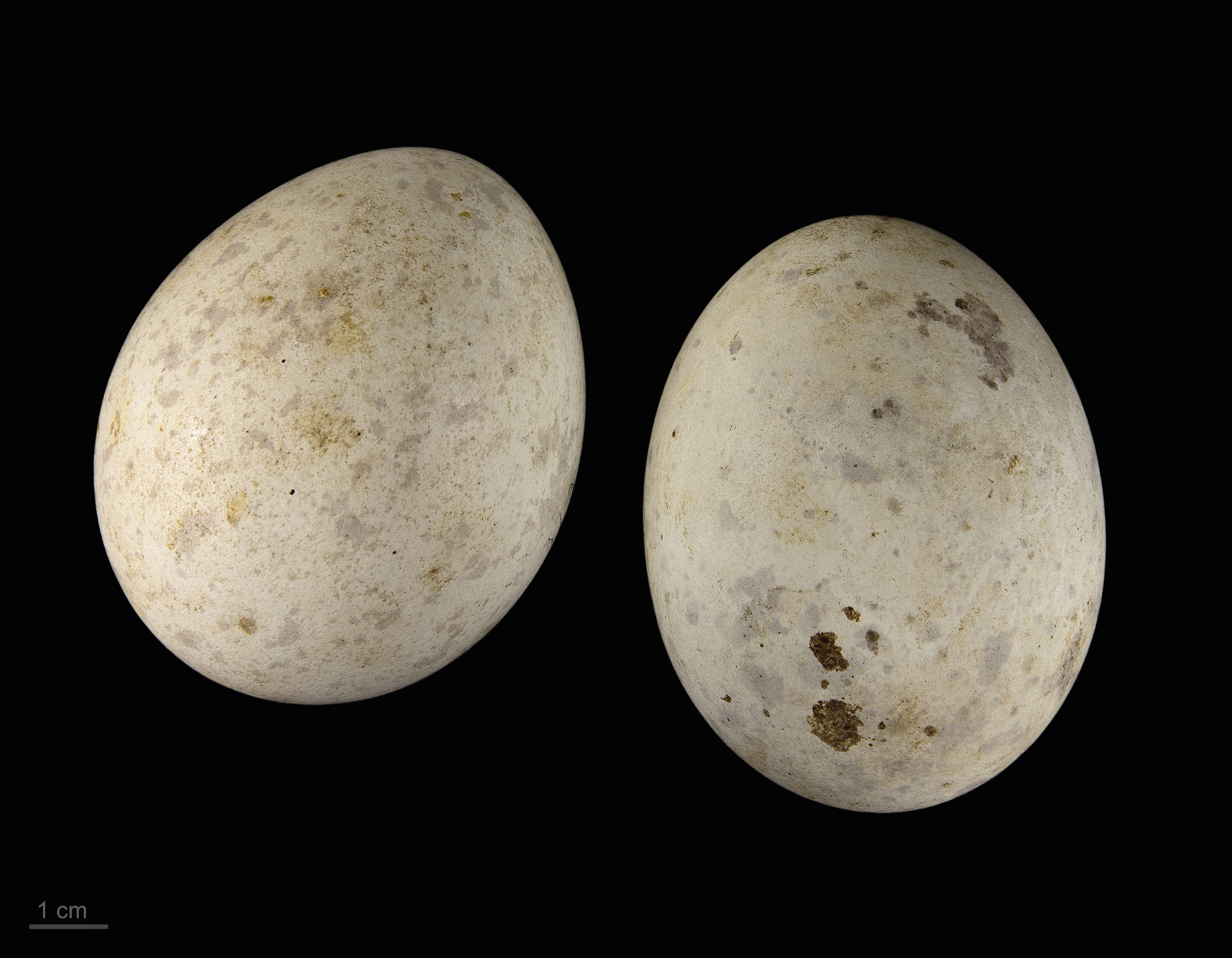
Clanga clanga - MHNT

### France
L'Aigle criard bénéficie d'une protection totale sur le territoire français depuis l'arrêté ministériel du 17 avril 1981 relatif aux oiseaux protégés sur l'ensemble du territoire. Il est donc interdit de le détruire, le mutiler, le capturer ou l'enlever, de le perturber intentionnellement ou de le naturaliser, ainsi que de détruire ou enlever les œufs et les nids, et de détruire, altérer ou dégrader son milieu. Qu'il soit vivant ou mort, il est aussi interdit de le transporter, colporter, de l'utiliser, de le détenir, de le vendre ou de l'acheter.
- Liste Rouge de UICN France, Espèce présente uniquement en passage de manière occasionnelle ou marginale[3]

### Europe
Cette espèce de l'aigle criard est menacée, comme beaucoup d'autres aigles de par le monde :
- En Liste Rouge de l'UICN Union Européenne, Statut CR (en danger critique d'extinction)[4]
- En liste Rouge de l'UICN pour l'ensemble de l'Europe, Statut ED (en danger d'extinction)[4]

### Monde
- En liste Rouge de l'UICN pour l'ensemble du monde, Statut VU (vulnérable)[3]